# 田中良子
田中良子（日语： Tanaka Yoshiko，1932年—），日本前女子乒乓球运动员。她曾在世界乒乓球锦标赛中获得1枚金牌、3枚银牌和3枚铜牌，此外她还在1953年的亚洲乒乓球锦标赛上获得混合双打和女子团体两个项目的冠军。